# Schottenfeld
Schottenfeld ist ein Bezirksteil des VII. Wiener Gemeindebezirks Neubau. Die ehemals selbständige Gemeinde wurde 1850 zu Wien eingemeindet.

## Geographie
Der Bezirksteil Schottenfeld liegt im Südwesten des Bezirks Neubau. Die Grenze verläuft im Westen gegenüber den Bezirken Ottakring und Rudolfsheim-Fünfhaus entlang des Gürtels, im Süden trennt die Mariahilfer Straße Schottenfeld vom Bezirk Mariahilf. Die östliche Grenze von Schottenfeld verläuft hingegen weniger geradlinig. Andreasgasse, Lindengasse, Neubaugasse, Burggasse und Zieglergasse trennen das Schottenfeld vom Bezirksteil Neubau. Im Norden verläuft die Grenze zum Bezirksteil Altlerchenfeld entlang der Bernardgasse. Ursprünglich reichte das Gebiet des Schottenfelds bis zum Linienwall. Das Gebiet westlich der Kaiserstraße (Kenyongasse bzw. Wimbergergasse) wurde erst nach dessen Abtragung verbaut.
Schottenfeld ist ferner ein aus zehn Zählsprengeln bestehender Zählbezirk der amtlichen Statistik, dessen Grenzverlauf jedoch nicht mit jenem der ehemals selbstständigen Gemeinde ident ist.
Ein großer Teil des Gebiets ist unter diesem Namen von der Stadt Wien als bauliche Schutzzone definiert.
Der Bereich zwischen Schottenfeldgasse, Lindengasse, Neubaugasse und Burggasse wurde im Volksmund als Brillantengrund bezeichnet. Er ist durch "Die Engelmacherin vom Diamantengrund" von Gerhard Bronner und Helmut Qualtinger im Wiener Liedgut verewigt.

## Geschichte

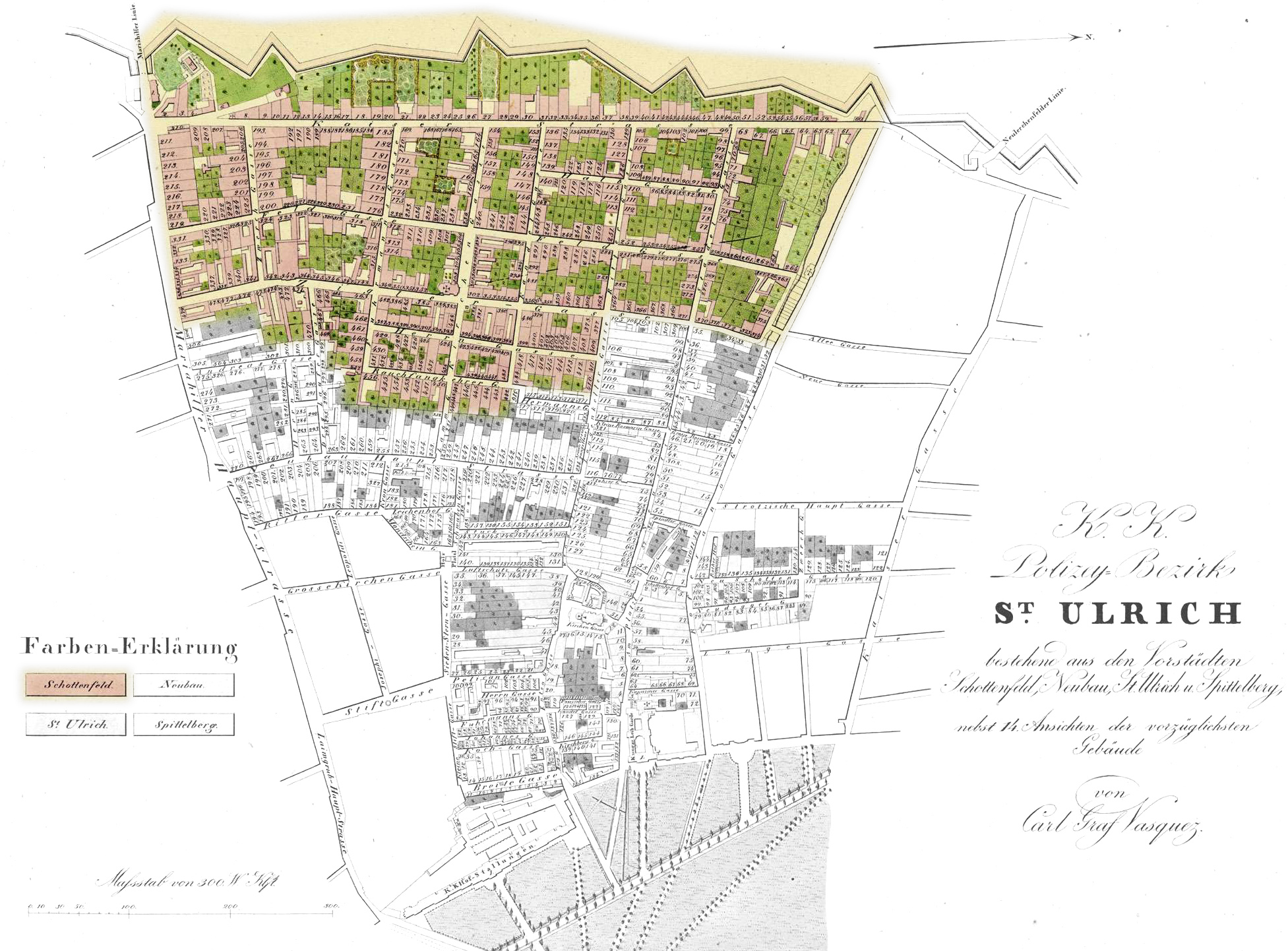
Schottenfeld um 1830

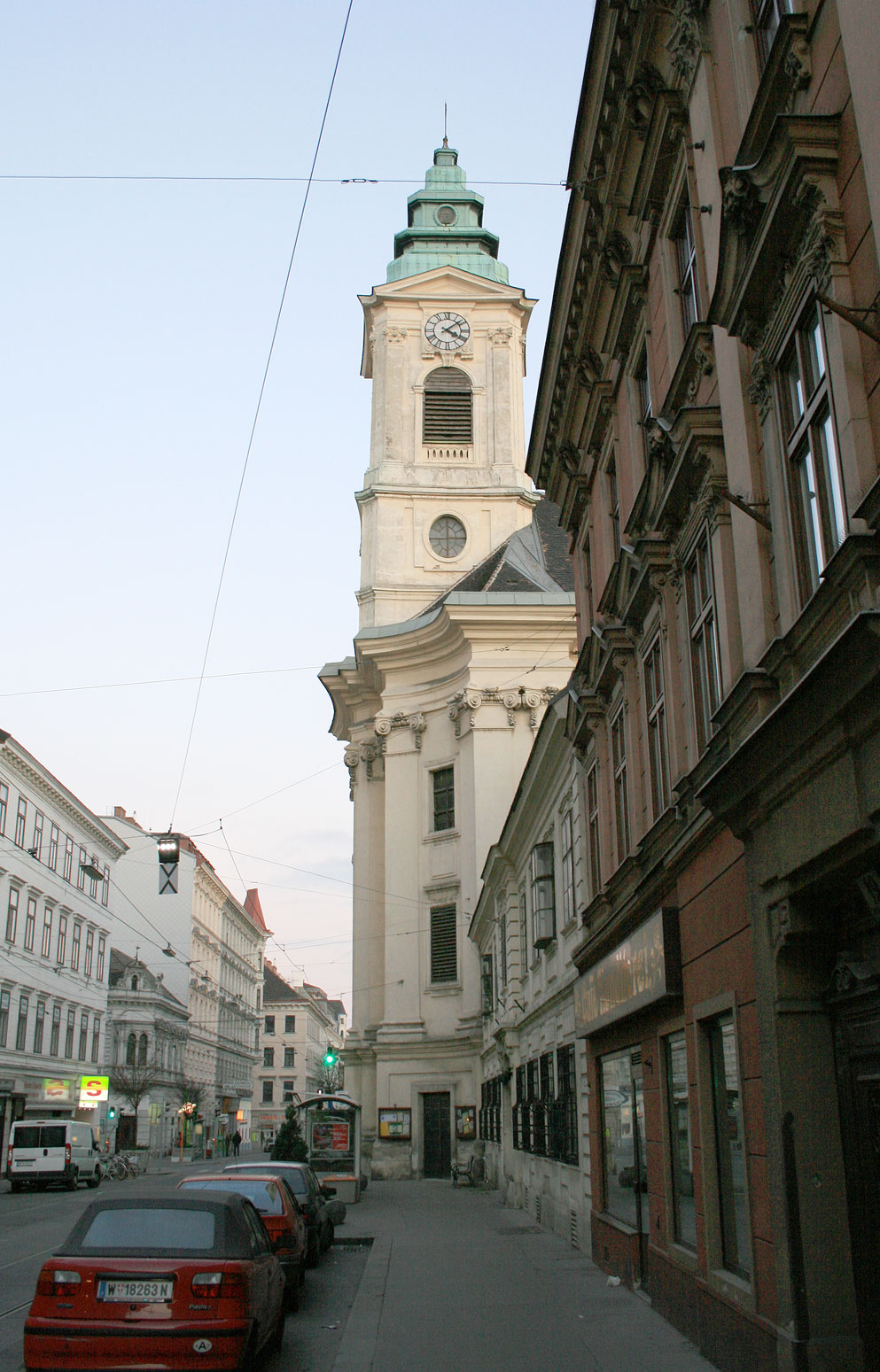
St. Laurenz am Schottenfeld (eingeweiht 1786)

Das Schottenfeld war ursprünglich ein Teil des sogenannten Oberhofes bzw. St. Ulrichhofs. Das Gebiet gehörte im 13. Jahrhundert zum Besitz von Dietrich dem Reichen. Im 14. Jahrhundert fiel das Patronat und die Grundherrschaft an den Landesfürsten, der das Gebiet an wechselnde Besitzer verlieh. Ab 1629 übernahm das Schottenstift das Lehen über den Oberhof. Von 1680 bis zur Mitte des 18. Jahrhunderts wurde zunächst das Gebiet entlang der Mariahilfer Straße bis zur Kaiserstraße verbaut. Erste Siedler waren Milchmeier und Fuhrwerker. Der Aufschwung begann mit der Ansiedlung von Seidenfabrikanten. Die groß angelegte Verbauung der „Schottenäcker“ begann ab 1719, als das Schottenstift auf Grund finanzieller Schwierigkeiten gezwungen war, die Felder zu parzellieren und zu verkaufen. Die Käufer der Grundstücke mussten sich verpflichten, innerhalb von ein bis zwei Jahren ein Haus zu errichten oder den Grund zu verkaufen. Insbesondere bei Manufakturbetrieben, die innerhalb der Stadtmauern zu wenig Platz fanden, war dieses Angebot begehrt. Während der Regierungszeit von Joseph II. kam es zu der höchsten Zahl an Eintragungen ins Grundbuch. Nach der Aufhebung des Klosters St. Laurenz kam das Schottenstift auch in den Besitz des Grundes um die heutige Westbahnstraße, den es ebenfalls parzellieren ließ.  1777 wurde Schottenfeld zu einer eigenen Vorstadt erhoben. 1779 zählte Schottenfeld bereits 129 Häuser und 20.000 Einwohner. Das Gemeindehaus stand in der Kandlergasse 27. 1825 wurde ein neues Gerichtshaus in der Burggasse 67–69 errichtet. Während der Franzosenkriege stellte Schottenfeld eine 1.500 Mann starke Abordnung für die Landwehr. Die Soldaten mussten einen hohen Blutzoll bezahlen. Auch der Choleraepidemie im Jahr 1831 fielen zahlreiche Menschen zum Opfer. Ludwig Wilhelm Mauthner errichtete in der Kaiserstraße das erste Wiener Kinderspital.

## Wappen
Das Wappen von Schottenfeld zeigt einen Schottenpriester vor silbernem Hintergrund auf einer grünen Wiese. Der Schottenpriester ist in einem braunen Mönchsgewand (Benediktiner) dargestellt  und trägt in seiner rechten Hand einen Stab. Das Wappen repräsentiert durch seine Darstellung den Namen des Bezirksteils sowie den ehemaligen Besitzer des Gebietes, das Schottenstift.

## Kultur und Sehenswürdigkeiten
- Die Schottenfelder Kirche hl. Laurenz der Pfarre Schottenfeld in der Westbahnstraße wurde auf Anordnung von Joseph II. ab 1783 durch den Architekten Andreas Zach im Stil des klassizistischen Barock errichtet.
- Die Lazaristenkirche Unbefleckte Empfängnis am Gürtel wurde zwischen 1860 und 1862 nach Plänen des Architekten Friedrich von Schmidt im Stil der Neugotik erbaut.
- Die evangelische Pfarrgemeinde A.B. Wien – Neubau/Fünfhaus befindet sich in Schottenfeld (Lindengasse).
- Magistratisches Bezirksamt
- Hofmobiliendepot
- Ehemalige Schottenfelder Realschule, heute Musikgymnasium Wien

## Verkehr
In Schottenfeld ist der öffentliche Verkehr stark ausgebaut. Im Westen verläuft die Wiener U-Bahn-Linie U6, parallel durch die Kaiserstraße verläuft von Nord nach Süd die Straßenbahnlinie 5, im Osten verkehrt die Autobuslinie 13A. Der Bezirksteil wird zudem von Osten nach Westen von der Autobuslinie 48A und der Straßenbahnlinie 49 erschlossen.

## Persönlichkeiten
- Ludwig Gottsleben (1836–1911), Schauspieler und Schriftsteller
- Alfred Huttig (1882–1952), Theaterschauspieler, Regisseur und Intendant